# Luzaide/Valcarlos
Luzaide/Valcarlos (baskisch Luzaide, spanisch Valcarlos) ist ein Ort und Municipio im nördlichen Spanien in der Autonomen Region Navarra. Er liegt an der Verbindungsstraße zwischen dem französischen Saint-Jean-Pied-de-Port (D933) zum spanischen Roncesvalles (Nationalstraße N-135) über den Pyrenäenpass Puerto de Ibañeta.

## Allgemeines
Es ist eine der wenigen spanischen Ortschaften, die nördlich des Pyrenäenhauptkamms liegen. Die Verbindungen zum angrenzenden Frankreich – Département Pyrénées-Atlantiques, früher Nieder-Navarra (französ. Basse-Navarre), dem französischen Teil des Königreiches Navarra – sind aus historischen und geografischen Gründen eng, der Anschluss nach Spanien findet über eine kurvenreiche Bergstraße via Roncesvalles statt. Valcarlos liegt am Fluss Rio Luzane, der in Frankreich als Nive d’Arnéguy bezeichnet wird.
Valcarlos besteht nicht aus einer einzigen Ortschaft, sondern hat sich eher in Form einer Streusiedlung mit verschiedenen Siedlungskernen entwickelt, die einige hundert Meter oder auch einige Kilometer auseinanderliegen können.
Geografisches und funktionales Zentrum ist Elizaldea, nahe diesem Hauptviertel befinden sich Gaindola und Azoleta. Etwas weiter entfernt liegen Pekotxeta und Gañekoleta’.
Entlang der Grenze mit Frankreich entwickelten sich in Zeiten unterschiedlicher Steuerbelastung für Alkohol, Tabakwaren und Kosmetika Verkaufsposten, sogenannte Ventas, die meist aus einem Gehöft hervorgegangen waren und eine Gaststätte und Verkaufsraum beinhalteten.
Die Verschiebungen des Grenzverlaufs im Lauf der Geschichte erfolgten meist im Zuge kriegerischer Auseinandersetzungen. Unter anderem wurde dadurch der östliche Teil des Ortes unter dem Namen Ondarrola Frankreich zugeschlagen.

## Ortsname
Luzaide/Valcarlos hat eine zweifache Namenstradition mit differierenden Bedeutungen. Mit der demokratischen Verfassung von 1978 war die Grundlage für die Zweisprachigkeit in Navarra gelegt, ab dem 31. Januar 1989 trägt die Gemeinde den Doppelnamen Luzaide/Valcarlos, davor war nur Valcarlos offizieller Name, während Luzaide im nichtamtlichen Sprachgebrauch verwendet wurde.
Der spanische Name bezieht sich auf die Rolandssage, der zufolge das Heer Karls des Großen nach der Schlacht von Roncesvalles hier gelagert haben soll. Aymeric Picaud passierte das Tal im 12. Jahrhundert und erwähnt ihn im Jakobsbuch:
Nördlich des Berges gibt es ein Tal, Valcarlos genannt, in dem Karl der Große mit seinem Heer lagerte, als die Kämpfer in Roncesvalles gefallen waren, und durch das auch viele Jakobspilger gehen, die nicht den Berg erklimmen wollen.
Der baskische Name Luzaide bedeutet möglicherweise „langer Weg“: von luzea (lang) und bide (Weg). Der basko-französische Philologe Jean-Baptiste Orpustan führt den Namen auf die lange Wegstrecke zurück, die die Hirten vor Entstehung des Ortes mit ihren Tieren zurücklegen mussten, bevor sie wieder auf eine menschliche Ansiedlung stießen. Zentraler Punkt des Municipios ist Elizaldea (baskisch: Bereich um die Kirche).

## Geschichte
Der Bereich um Valcarlos, der seit 1592 als Verwaltungseinheit geführt ist, wird schon sehr lange besiedelt, was durch prähistorische Funde belegt ist.
Auf dem Gebiet sollen Teile der Schlacht von Roncesvalles stattgefunden haben.

## Traditionen und Folklore
Folkloristischer Höhepunkt in Valcarlos ist das Fest der Bolantes an Ostern. Bolantes werden die Tänzer genannt, die zu dieser Gelegenheit gekleidet in die Trachten der Gegend traditionelle Tänze vorführen. Das sind z. B. Bolant-iantzak, Erdixka-Lauetan, Jauziak oder Makilariak (Tanz bei dem ein Stock, der makila, in die Luft geworfen und wieder aufgenommen wird.) Ursprung des Fests dürfte der Karneval der Gegend gewesen sein. In die Festvorbereitung ist über einige Monate das ganze Dorf involviert. In Versammlungen wird ein Festspielleiter gewählt, der Mayordomos oder gorriak, sowie weitere Posten vergeben, die im Lauf des Fests eine Rolle spielen: Fahnenträger, banderari, makilari, zapurrak, atxo ta tupiñak.

## Persönlichkeiten
- Félix Erviti Barcelona (1910–2000), römisch-katholischer Apostolischer Präfekt von Westsahara